# Body Chemistry 3
Body Chemistry 3 (Point of Seduction: Body Chemistry III) è un film del 1994 diretto da Jim Wynorski. Sequel direct-to-video di Passione fatale 2 (1991), è il terzo di una serie di quattro thriller erotici incentrati sulla sexy e psicotica dottoressa Claire Archer, personaggio ispirato a quello interpretato da Glenn Close in Attrazione fatale. Rispetto ai due film precedenti fu cambiata l'interprete del personaggio, che passa da Lisa Pescia a Shari Shattuck. Il film fu distribuito negli Stati Uniti in VHS e Laserdisc il 23 febbraio 1994 dalla New Horizons Home Video.

## Trama
L'avvenente psicologa Claire Archer, autrice di Sex and Violence and Vice Versa, manipola gli uomini in relazioni autodistruttive per poi provocarne la morte quando cercano di liberarsi. La dottoressa Archer attira così l'attenzione di Alan Clay, un produttore di Hollywood specializzato in thriller sulle donne come vittime. L'aspirante sceneggiatore Freddie Summers cerca di vendere ad Alan una sceneggiatura per un film televisivo basato sulla vita di Claire, sopravvissuta per un soffio a due dei suoi amanti. Alan e Claire si incontrano in una sera tempestosa e hanno subito un rapporto sessuale, anche se Alan è già sposato con la regina delle soap opera Beth Chaney. Claire perseguita Alan al lavoro e a casa per chiedergli del sesso pericoloso, dato che Beth è sempre letteralmente dietro l'angolo. Beth vuole disperatamente interpretare la dottoressa Archer nell'imminente film ed esorta suo marito a concludere l'affare. Estromesso dalla produzione, il risentito Freddie trova le prove che Claire è davvero una serial killer e cerca di avvertire Alan, ma la donna spara a entrambi e tutti credono alle sue bugie su Alan che sarebbe morto eroicamente per salvarla dallo scontento sceneggiatore. La vedova Beth riesce infine a ottenere il ruolo di Claire nel film, basato però sulla versione dei fatti della dottoressa.

## Distribuzione

### Data di uscita
Le date di uscita internazionali sono state:
- 23 febbraio 1994 negli Stati Uniti
- 9 agosto in Argentina (Atracción criminal 3)
- 29 novembre in Grecia (Η αποπλάνηση)
- 9 maggio 1996 in Germania (Heiß-Kalter Mord)
- 14 marzo 2002 in Giappone

In Italia fu trasmesso direttamente in televisione, la notte del 15 giugno 1998 su Raidue.

## Accoglienza
Il film fu recensito negativamente da TV Guide, che criticò in particolare il cast: "Shari Shattuck si presenta come un'ingenua che è sensuale senza vestiti ma per cui non vale la pena morire, e Stevens (che ha interpretato lo stesso ruolo da capro espiatorio innumerevoli volte) non riesce a riempire gli spazi vuoti. Se i collaboratori abituali di Corman dietro i sequel di Passione fatale non sono troppo consapevoli della psicologia umana nel mondo reale, sicuramente conoscono la loro squallida cinematografia e guadagnano punti ambientando questo nel lato trash di Tinseltown". Fu invece consigliato da Joe Bob Briggs, che gli diede tre stelle apprezzandone le scene di sesso e il cast.

## Sequel
La saga si concluse nel 1995 con Body Chemistry 4: Full Exposure, sempre diretto da Jim Wynorski, in cui Claire Archer è interpretata da Shannon Tweed.